# Pterolophia szetschuanensis
Pterolophia szetschuanensis là một loài bọ cánh cứng trong họ Cerambycidae.